# Ségrégation de masse
En astronomie, la ségrégation de masse est le phénomène par lequel les objets les plus lourds d’un système gravitationnel ont tendance à se déplacer vers le centre, tandis que les objets les plus légers ont tendance à s’éloigner du centre,.